# Federica Mastrantoni
Federica Mastrantoni (25 de agosto de 1986) es una deportista italiana que compitió en taekwondo. Ganó dos medallas en el Campeonato Europeo de Taekwondo, oro en 2006 y bronce en 2005.

## Palmarés internacional
| Campeonato Europeo | Campeonato Europeo | Campeonato Europeo | Campeonato Europeo |
| Año                | Lugar              | Medalla            | Categoría          |
| ------------------ | ------------------ | ------------------ | ------------------ |
| 2005               | Riga (Letonia)     | Medalla de bronce  | –55 kg             |
| 2006               | Bonn (Alemania)    | Medalla de oro     | –55 kg             |